# 13e régiment de cuirassiers
Pour les articles homonymes, voir 13e régiment.
Le 13e régiment de cuirassiers est un régiment de cavalerie de l'Armée de terre française créé sous le Premier Empire.

## Création et différentes dénominations
- Créé en 1807 sous le nom de 1er régiment provisoire de grosse cavalerie qui avait été constitué à partir des cuirassiers et des unités de carabiniers.
- Il devient le 13e régiment de cuirassiers en 1808.
- Dissous en 1814.
- Recréé en 1891 (décret du 23 juillet 1891[1]).
- Dissous en 1913, devient 32e régiment de dragons

## Chefs de corps
- 1807 : major d'Aigremont - colonel du 1er régiment provisoire de grosse cavalerie[2]
- 1808 : colonel d'Aigremont[2]
- 1813 : colonel Bigarne[2]

- 1891 : colonel Servat de Laisle[2]
- 1896 : colonel de Rochefort[2]
- 1905 : colonel Anselin

## Étendard
Il porte, cousues en lettres d'or dans ses plis, les inscriptions suivantes :
- Lérida 1810
- Sagonte 1811
- Col d'Ordal 1813

## Historique des garnisons, combats et batailles

### Guerres de l’Empire
- Elle ne cite pas suffisamment ses sources. Vous pouvez indiquer les passages à sourcer avec {{référence nécessaire}} ou {{Référence souhaitée}}, et inclure les références utiles en les liant aux notes de bas de page. (Marqué depuis mai 2023)
- Elle contient une ou plusieurs listes. Le texte gagnerait à être rédigé sous la forme d’un ou plusieurs paragraphes synthétiques, afin d’être plus agréable à lire. (Marqué depuis mai 2023)

Le 16 octobre 1807[réf. souhaitée], deux régiments provisoires de grosse cavalerie sont formés de détachements provenant de différents régiments. Le 1er régiment provisoire de grosse cavalerie regroupe des détachements des 1er et 2e régiments de carabiniers, et des 1er, 2e et 3e régiments de cuirassiers. En 1808, il devient 13e régiment de cuirassiers, renforcé des débris du 2e régiment provisoire de grosse cavalerie qui regroupait des détachements des 5e, 9e, 10e, 11e et 12e régiments de cuirassiers.
- 1808 :
  - affaire d’Arbas (Catalogne 9 juin),
  - escorte de convoi vers Barcelone (6 octobre),
  - combat devant Barcelone (12 juin),
  - bataille de Bailen (juillet)
  - combat de Logroño (1er septembre),
  - Bataille de Tudela (23 novembre)[2]
- 1809 :
  - siège de Saragosse (prend fin le 20 février)[2],
  - Bataille de Maria-Belchite (15 juin)[2],
  - combat près de Barcelone (12 juillet)
  - Le 24 décembre 1809 1er et 2e régiments provisoires de grosse cavalerie, sont amalgamés sous le nom de 13e régiment de cuirassiers.
- 1810 :
  - reconnaissance en Catalogne (21 janvier),
  - combat de Lérida (23 avril),
  - combat en avant de Barcelone (15 juillet)
- 1811 :
  - prise d’Ulldecona (12 avril),
  - affaire de Mora (19 juin),
  - bataille de Sagonte (25 octobre)
- 1812 :
  - Valence capitule le 9 janvier 1812, et la cavalerie ennemie prisonnière défile devant le 13e cuirassiers avant de rendre ses armes et ses chevaux.
  - Le 21 juillet, Suchet doit affronter à Castalla une armée espagnole sous les ordres d'O'Donnell. Son avant-garde avec le 24e régiment de dragons et un escadron du 13e cuirassiers commandée par le général Delort remporte la victoire. Le cuirassier Bécheret enlève un drapeau à l'ennemi[2].
- 1813 :
  - combat du col d’Ordal (13 septembre)[2],
- 1813 : Campagne d'Allemagne
  - combat d’Altenbourg (28 septembre),
  - 16-19 octobre : Bataille de Leipzig
  - combat devant Neuss (3 décembre)
- 1814 : le 13e cuirassiers rentre en France.
  - On le dirige sur l'Armée de Lyon.
  - Combat devant Mâcon (19 février),
  - combat de Villefranche-sur-Saône (18 mars),
  - bataille de Limonest devant Lyon (20 mars)[2],
  - combat de Sézanne (25 mars)
  - 28 mars : Bataille de Claye et Combat de Villeparisis

Le régiment est licencié à Colmar en juillet 1914.

### Troisième République
Après sa re-création, en 1891, le régiment s'implante à Chartres (Eure-et-Loir), au quartier Rapp[réf. souhaitée]. À partir de 1909, le régiment est équipé comme un régiment de dragons (hommes et chevaux de taille moyenne, pas de cuirasses, etc.) et devient 32e régiment de dragons le 1er juillet 1913.

## Traditions et uniformes

Cuirassier du régiment en petite-tenue, 1812.

Au début de sa formation, le régiment est bien entendu bigarré puisque s'y mêlent les tenues de cuirassiers de différents régiments (mais essentiellement avec la couleur distinctive écarlate) et de carabiniers. Les carabiniers voulaient garder leur bonnet d'ourson et former une sorte de compagnie d'élite. Au début, les habits à revers sont de diverses couleurs distinctives. En 1809, le régiment achète 400 pantalons de drap et se fait faire des surtouts, et n'a reçu ni culottes de peau, ni pantalons. Ces pantalons sont vraisemblablement en drap brun mais rentrent dans les bottes (et ne sont pas « à la mamelouk » comme on les représente souvent). En 1811, devant Valence, le capitaine Gonneville précise : « J'étais sans cuirasse et en selle anglaise. ». C'est en 1812 que le 13e cuirassiers se fait confectionner des habits surtout du modèle 1810 réglementaire. En juillet 1812, il reçoit des effets par un convoi Pau, Oloron, Saragosse escorté par des hommes du régiment : gilets, vestes, pantalons d'écuries, culottes de peau, bottes, épaulettes, gants, galons… Il s'équipe donc à l'ordonnance.
Habit surtout sans revers à 10 gros boutons sur le devant, avec collet lie-de-vin passepoilé de bleu, parements et leurs pattes lie-de-vin sans passepoil, retroussis lie-de-vin. Habit réglementaire en 1812. En 1813, le régiment fait mettre tous les casques au même numéro. Le trompette et son habit de fond lie-de-vin à revers bleus est donné par le manuscrit de Marckolsheim, Rousselot et Benigni ; cependant, ceci est une reconstitution vraisemblable. Dans un tableau on voit un trompette en surtout lie-de-vin avec des galons blancs sur le devant.

## Personnages célèbres ayant servi au13erégimentde cuirassiers
- Général Baron Claude Testot-Ferry, chef d'escadron au 13e régiment de cuirassiers de 1808 à 1811.